# Geronimo
 (février 2025).
Pour les articles homonymes, voir Geronimo (homonymie).
Geronimo est né le 16 juin 1829 dans la tribu apache Bedonkohe (es)  près du Turkey Creek, affluent de la rivière Gila (Nouveau-Mexique, alors sous domination mexicaine) et mort le 17 février 1909 à Fort Sill (Oklahoma, États-Unis).
Appelé Go Khla Yeh (« celui qui bâille ») à sa naissance, parfois écrit Goyathlay, ou encore surnommé Guu Ji Ya (« l'astucieux »), il est l’un des protagonistes des guerres apaches, le dernier à continuer à se battre contre le Mexique et les États-Unis pour les droits des Amérindiens, avant sa reddition en 1886.

## Biographie
Né au Nouveau-Mexique dans la tribu des Apaches Bedonkohe à Nodoyohn Canyon (anciennement au Mexique) près de la rivière Gila. Fils de Taa Di Tlish Hn et de Gha Den Dini (« celle qui est traversée par la lumière »), il n'a jamais été chef, mais en tant qu'homme-médecine (chaman)[réf. souhaitée] et guerrier reconnu et respecté, il eut une grande influence sur les Apaches Chiricahuas. Après la mort de Taza, le fils aîné de Cochise, Naiche, le second fils du vieux chef doit partager le contrôle de la tribu avec lui. Par ailleurs, son beau-frère Juh était un leader de la tribu des Apaches Nednis.

### Lutte contre le Mexique

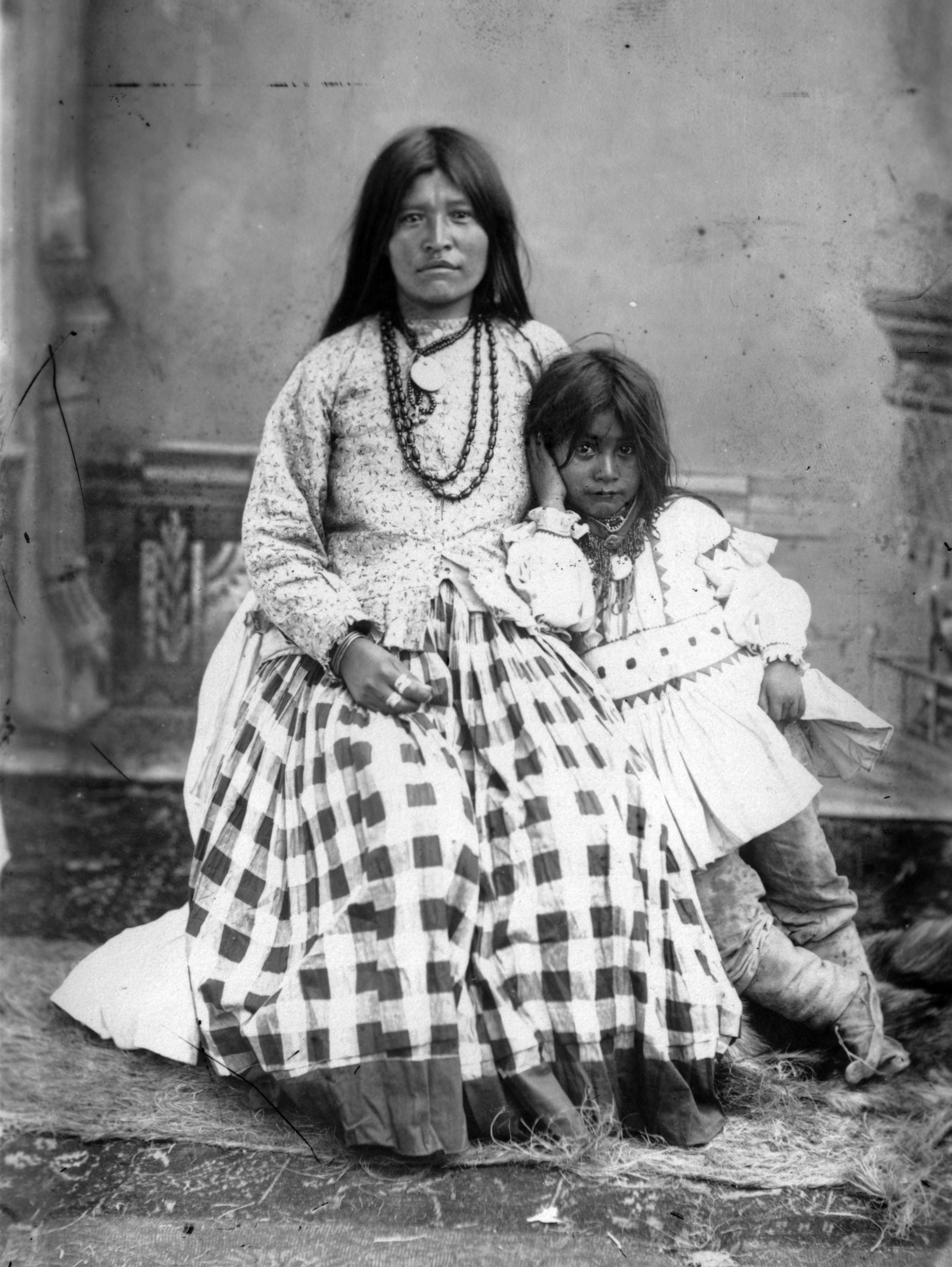
L'épouse et le fils de Geronimo.

Geronimo est admis au conseil de guerre des Apaches Chiricahuas en 1846. En 1858, après le meurtre de sa mère, de sa femme et de ses trois enfants par l’armée mexicaine près d’un village appelé Kas-ki-yeh par les Apaches, il commence des raids de représailles en territoire mexicain. On dit que Geronimo a fait un rêve la veille du jour où les hommes blancs sont arrivés, il aurait rêvé que des hommes de couleur blanche venaient sur leurs terres pour les exterminer. Il venge sa famille le 30 septembre 1859, jour de la saint-Jérôme. Les cris des Mexicains invoquant saint Jérôme pour leur défense (« ¡Gerónimo! ¡Gerónimo! ») l'inspirent et il prend alors ce nom, En octobre 1862, il participe avec les chefs Cochise et Mangas Coloradas à la bataille d'Apache Pass. En janvier 1863, Mangas Coloradas — malgré l'opposition de Geronimo — se rend au Fort McLane, dans la petite ville d'Apache Tejo, pour y signer un traité de paix. Il y est arrêté, exécuté, et son corps mutilé.

### Lutte contre les États-Unis
En 1871, après près de dix ans de guerre contre les États-Unis, les Apaches Chiricahuas, alors dirigés par Cochise, négocient un accord de paix sur les conseils de Tom Jeffords. Ils obtiennent la création d’une réserve sur leurs terres.
Mais en 1876, la réserve Chiricahua est fermée par les autorités américaines. La plupart des Amérindiens sont déportés vers la réserve de San Carlos, fertile mais considérée par les Apaches comme une terre maudite. Geronimo, Naiche et Juh s'enfuient avec une centaine d'individus, tandis que la majorité des Apaches, épuisés des guerres incessantes, acceptent le déplacement. Geronimo est arrêté l’année suivante au Nouveau-Mexique par l’agent indien John P. Clum et transféré à San Carlos. Libéré, il s’enfuit de la réserve quelques mois plus tard. Il gagne le Mexique où il vit de pillages, avant de regagner San Carlos en 1879.
En septembre 1881, peu après la mort de Nochedelklinne, un leader spirituel apache tué par les soldats, Naiche, Geronimo et Juh s’enfuient à nouveau de leur réserve. Ils lancent de violentes attaques contre les colons blancs avant de s’évanouir dans les montagnes mexicaines. En novembre 1882, ils y abattent les 22 soldats mexicains du capitaine Juan Mata Ortiz.
Les raids des Apaches débordent du côté États-Unis (en Arizona et Nouveau-Mexique) : en mars 1883, 26 colons américains sont tués. Le général George Crook est chargé de protéger la population blanche et entreprend de traquer les Apaches hostiles dans leurs repaires mexicains. Un camp découvert par les éclaireurs apaches de Crook est attaqué en mai 1883. Les leaders apaches acceptent alors le principe d’une reddition. En 1884, Geronimo s’établit de nouveau dans la réserve de San Carlos.
Geronimo, en compagnie de Naiche et plusieurs membres de la tribu, s'échappe encore plusieurs fois, vivant de pillages, avant de se rendre. L'arrestation brutale du guerrier Ka-ya-ten-nae le pousse à s'enfuir une nouvelle fois le 17 mai 1885 avec 109 femmes et enfants, et 35 hommes.
Depuis le Mexique, ses hommes lancent plusieurs raids meurtriers en Arizona et au Nouveau-Mexique. Il est de nouveau retrouvé au Mexique par des éclaireurs apaches en mars 1886. Pendant une conférence avec le général Crook, il accepte de regagner la réserve avec les soldats américains. Il se ravise plus tard et s’échappe dans les montagnes avec Naiche, une quinzaine de guerriers et quelques femmes et enfants.

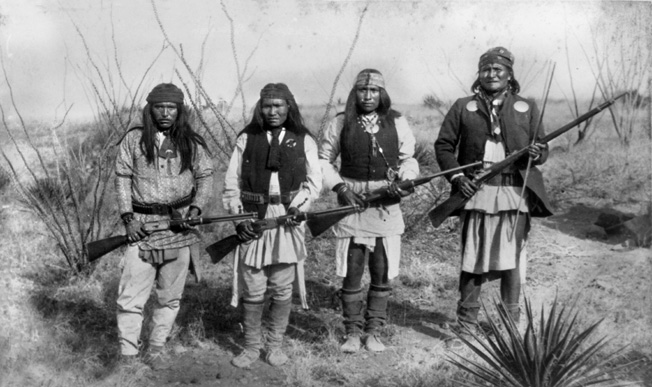
Geronimo (à droite) et ses guerriers en 1886.

Crook ayant démissionné, c’est le général Nelson Miles qui est chargé de le poursuivre avec 5 000 hommes et des milliers de volontaires. Le Mexique mobilise aussi 3 000 soldats contre les Apaches au sud de la frontière. En marge de la poursuite de Geronimo, le général Miles fait déporter en Floride les Chiricahuas vivant en paix dans la réserve de San Carlos. Pendant plus de cinq mois, Geronimo et ses partisans réussissent à passer entre les mailles du filet, utilisant la surprise, la mobilité et les connaissances des Apaches des modes de survie dans des conditions extrêmes. La capacité à disparaître de Geronimo était attribuée selon son peuple à des pouvoirs liés à son statut de chaman, prémonitions qui l'avertissaient de la présence de l'ennemi. Épuisé, fatigué de se battre, il finit par se rendre le 4 septembre 1886 avec 16 guerriers, 12 femmes et 6 enfants. « C’est la quatrième fois que je me rends » dit-il.
Les campagnes de guérilla de Geronimo restent un parfait exemple du genre. Ses excellentes connaissances géographiques et ses facultés à exploiter des ressources humaines limitées et des terrains difficiles ont fait de lui un stratège et un tacticien de premier ordre.

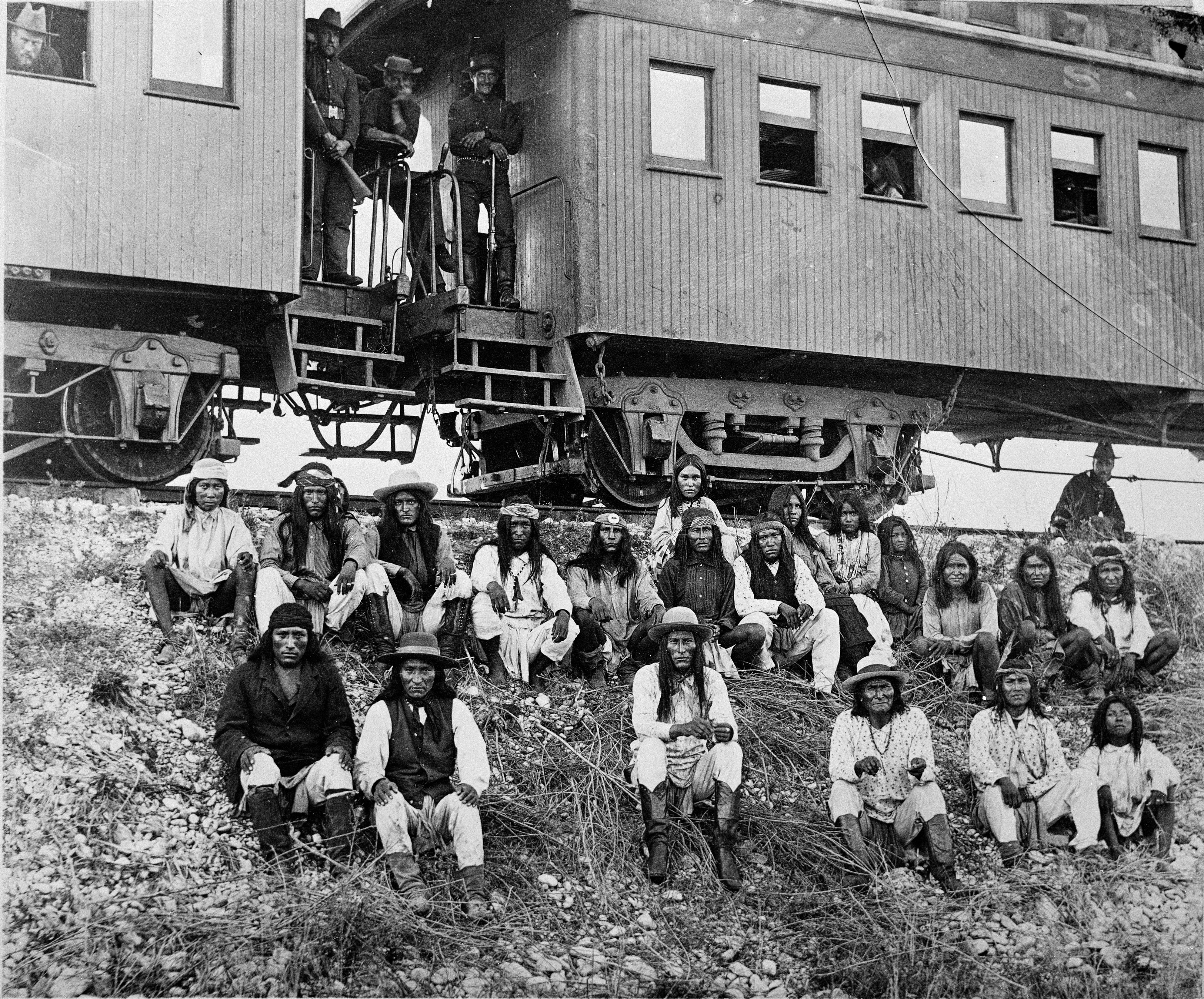
1886, groupe de prisonniers apaches à l'arrêt du Southern Pacific Railway près du rio Nueces. (Geronimo est le troisième à partir de la droite au premier rang.)

Sa reddition a fait l'objet d'une polémique au sein de l'armée américaine, car le général Howard, chef de l'armée américaine de la zone Pacifique, a rendu compte à son chef d'état major, à l'attention du Congrès et du président des États-Unis, de la reddition d'un dangereux hors-la-loi obtenue sans condition, alors que des témoins (notamment le général Stanley) ont rapporté, de leur côté, que Geronimo s'est constitué prisonnier de guerre moyennant la prise en charge humanitaire, sociale et éducative des communautés apaches par l'État fédéral.
Sur ordre spécial du président Grover Cleveland, il est placé sous surveillance militaire étroite à Fort Pickens en Floride avec quatorze de ses braves. Le climat humide de la Floride s’avère malsain pour les Apaches habitués à celui du désert et plusieurs d'entre eux meurent. Les survivants sont ramenés à Fort Sill, en Oklahoma, en 1887. Geronimo se convertit alors au christianisme et devient agriculteur. Il regrette cependant jusqu'à la fin de ses jours de s'être rendu. Il vend des souvenirs à l'Exposition universelle de 1904, étant de ce fait présent aux Jeux olympiques de Saint-Louis, et participe à la parade d'inauguration de Theodore Roosevelt en 1905.

### Mort et héritage posthume

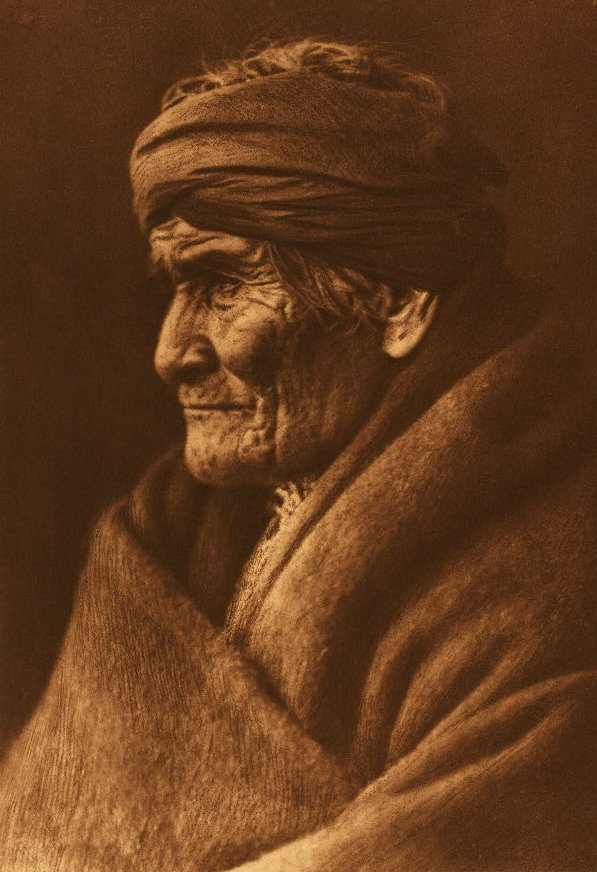
Geronimo photographié par Edward Sheriff Curtis en 1905.

Geronimo dicte l’histoire de sa vie en 1906. En février 1909, il fait une chute de cheval et passa une nuit dans le froid, avant qu'un ami ne le trouve, terriblement malade. Il meurt d'une pneumonie en tant que prisonnier américain à Fort Sill en Oklahoma le 17 février 1909. Il aurait confié à son neveu qu'il regrettait de s'être rendu et ne pas s'être battu à mort,. Son dernier vœu est d'être enterré sur les terres de la rivière Gila.
La légende dit qu'il se serait jeté à cheval d'une falaise de l'Oklahoma en criant son nom, d'où le cri des parachutistes américains pendant la Seconde Guerre mondiale. Ce cri a notamment été repris par Jerry Lewis dans son film Le Tombeur de ces dames. Un chien militaire portait le nom de Geronimo pendant les combats de la Seconde Guerre mondiale et fut héroïque. [réf. nécessaire]
Sa tombe au cimetière du camp militaire Fort Sill aurait été profanée vers 1918 par la société secrète Skull and Bones de l'université Yale. Cette société conserverait encore le crâne, deux os, une bride et des étriers de Geronimo dans ses locaux de New Haven. On compterait au nombre des profanateurs Prescott Bush, père de l'ex-président George H. W. Bush et grand-père de l'ex-président George W. Bush. Cet épisode est considéré comme une légende par plusieurs chercheurs tandis que l'historien David H. Miller estime que si les membres de la société ont bien profané une tombe, il y a peu de chance que ce soit celle de Geronimo qui ne comportait pas d'indication à l'époque.
En 2009, année du centenaire de sa disparition, l'arrière-petit-fils de Geronimo entreprend une action contre le gouvernement américain pour rassembler les restes de son aïeul et ramener sa dépouille auprès de son lieu de naissance au Nouveau-Mexique et faire ainsi respecter ses dernières volontés.
En 2010, le nom « Geronimo » a été pris comme nom de code par les États-Unis pour désigner Oussama ben Laden. L'annonce a été faite juste après l'opération militaire héliportée qui a entraîné sa mort à Abbottabad, au Pakistan, le 2 mai 2011. Le message Geronimo-EKIA, contraction de Geronimo, Enemy Killed in Action (« Geronimo, ennemi tué au combat ») a servi au commando des Navy Seals pour aviser la Maison-Blanche du succès de l'opération. Ce nom d'emprunt a suscité la colère des communautés amérindiennes.

## Citation
Le proverbe amérindien  « Quand le dernier arbre aura été abattu - Quand la dernière rivière aura été empoisonnée - Quand le dernier poisson aura été pêché - Alors on saura que l'argent ne se mange pas. » est attribué à Géronimo, au chef sioux Sitting Bull ou au peuple algonquin des Cris.

## Publication
- Mémoires de Géronimo, tr. par Martine Winitzer, introduction de Frederick W. Turner, Éditions Maspero, 1972[13], rééd. La Découverte, 2003  (ISBN 9782707141972).

### Articles
- (en) Raymond Wilson, « Geronimo (person) », The Encyclopedia of Oklahoma History and Culture,‎ 15 janvier 2010 (lire en ligne ).
- (en) Encyclopaedia Britannica, « Geronimo : Apache Leader », Encyclopaedia Britannica,‎ 28 mai 2024 (lire en ligne )
- (en) « Geronimo (aka Goyathlay) » , sur University of Michigan Library (consulté le 16 octobre 2024)

### Littérature et bande dessinée

#### Romans
- Forrest Carter, Pleure, Géronimo, Gallimard Folio, 1978  (ISBN 2 07 0401 421)
- Leigh Sauerwein, Géronimo, le dernier chef apache, Le Livre de Poche Jeunesse, 1983  (ISBN 2011167728)
- Patrick Mosconi, Le chant de la mort (Pour une douleur apache), Gallimard Folio, 1996
- Bill Dugan, Geronimo, HarperCollins , 1991 (non traduit en français)
- Philippe Morvan, Ours, Editions Calmann-Lévy, 2018

#### Bandes dessinées et romans graphiques
- Morris et Goscinny, Canyon Apache, série Lucky Luke, 1971, éditions Dargaud
- Jean Giraud, Geronimo l'Apache (dans la série Blueberry), Dargaud, 1999
- Matz et Jef, Geronimo, Rue de Sèvres, 2017
- Clément Xavier et Lisa Lugrin, Geronimo. Mémoires d'un résistant apache, Delcourt, 2018
- Jirô Taniguchi, Les contrées sauvages, volume 1 ("Geronimo", 1979), Casterman, 2014
- Christian Rossi, Golden West, Casterman, 2023

### Filmographie
- Geronimo last raid (1912) - Réalisation : Gilbert P. Hamilton - Rôle de Geronimo non crédité au générique
- La Chevauchée fantastique (1938) - Réalisation : John Ford – Chef White Horse (Geronimo)
- Hawk of the Winderness (1938) - Réalisation : William Witney – Tony Urchel (Geronimo)
- Geronimo le Peau rouge (1939) - Réalisation : Paul Sloane - Chief Sundercloud (Geronimo)
- La Vallée du Soleil (1942) - Réalisation : George Marshall - Tom Tyler (Geronimo)
- Train for Alcatraz  (1948) -   Réalisation : Philip Ford - Iron Eyes Cody (Geronimo)
- I Kill Geronimo (1950) - Réalisation : John Hoffman - Chief Sundercloud (Geronimo)
- La Flèche brisée (1950) - Réalisation : Delmer Daves - Jay Silverheels (Geronimo)
- Le Dernier Bastion (1951) - Réalisation : Lewis Foster - Iron Eyes Cody (Geronimo)
- Son of Geronimo, Apache Advenger (1952) - Réalisation : Spencer Gordon Bennet - Chef Yowlachie (Geronimo)
- Au mépris des lois (1952) - Réalisation : George Sherman - Jay Silverheels (Geronimo)
- Les Derniers Jours de la nation Apache (en) (1952) – Réalisation : Ray Nazarro - Miguel Inclan (Geronimo)
- Bronco Apache (1954) -  Réalisation : Robert Aldrich - Monte Blues (Geronimo)
- Taza, fils de Cochise (1954) -  Réalisation : Douglas Sirk - Ian Mac Donald (Geronimo)
- L’Homme de San Carlos (1956) - Réalisation : Jess Hill - Jay Silverheels (Geronimo)
- Geronimo (1962) - Réalisation : Arnold Levin - Chuck Connors (Geronimo)
- Mister Horn  (TV-1979) -  Réalisation : Jack Starett - Enrique Lucero (Geronimo)
- Geronimo (1993) - Réalisation : Walter Hill - Wes Studi (Geronimo)
- Hot Shots! 2 (1993) - Réalisation : Jim Abraham - Stuart Proud Egal Grant (Geronimo)
- Geronimo (1993) - réalisation : Roger Young - Joseph Runningfox (Geronimo)

- Undead or Alive (2007) - Réalisation : Glasgow  Philipps - Lew Alexander (Geronimo)
- America : Le Film (America: The Motion Picture) (2021) - Réalisation : Matt Thompson - Raoul Trujillo (Geronimo)